# Oliver Jarvis
Oliver Richard Benjamin Jarvis (* 9. Januar 1984 in Burwell, Cambridgeshire) ist ein britischer Automobilrennfahrer. Er war von 2008 bis 2011 in der DTM aktiv und fuhr 2010 und 2011 für Abt Sportsline.

## Karriere
Jarvis begann seine Motorsportkarriere 1993 im Kartsport und war bis 2001 in dieser Sportart aktiv. 2002 wechselte in den Formelsport und wurde Siebter in der britischen Formel Ford. In der darauf folgenden Wintermeisterschaft belegte er den dritten Gesamtrang. 2003 blieb Jarvis in der britischen Formel Ford. Er erzielte drei Podest-Platzierung und schloss die Saison auf dem achten Gesamtrang ab. Im Anschluss an die Saison wechselte er in die Winterserie der britischen Formel Renault und wurde 14. in der Fahrerwertung. 2004 trat er für Motaworld Racing in der britischen Formel Renault an und beendete die Saison auf dem achten Rang. Anschließend wurde er für Manor Motorsport startend Dritter in der Winterserie der britischen Formel Renault. 2005 blieb Jarvis bei Manor Motorsport in der britischen Formel Renault. Er gewann fünf von zwanzig Rennen und entschied den Meistertitel für sich. Darüber hinaus nahm er an zwei Rennen der niederländischen Formel Renault teil.
2006 wechselte Jarvis zu Carlin Motorsport in die britische Formel-3-Meisterschaft. Er gewann drei Rennen und wurde mit 250 zu 321 Punkten Vizemeister hinter Mike Conway. Außerdem ersetzte er Hayanari Shimoda bei Victory Engineering beim Saisonfinale der Formel Renault 3.5, in deren Gesamtwertung er 37. wurde. Anschließend nahm er im Winter 2006/2007 an vier A1-Grand-Prix-Rennen für das britische Team teil. Dabei erzielte er zwei zweite Plätze und einen Sieg. Im Anschluss an die Saison wechselte er in die japanische Formel-3-Meisterschaft zu TOM’S. Jarvis war mit 16 Podest-Platzierungen aus 20 Rennen der Pilot mit den meisten Podest-Platzierungen. Während sein Teamkollege Kazuya Ōshima den Meistertitel gewann, beendete Jarvis mit drei Siegen die Saison auf dem dritten Platz in der Meisterschaft. Im November nahm Jarvis für TOM’S am Macau Grand Prix teil. Er startete von der Pole-Position und gewann das Rennen vor Kōdai Tsukakoshi und Ōshima. Darüber hinaus nahm er in diesem Jahr an zwei Rennen des britischen Porsche Carrera Cups und an einem Rennen der Super GT, das er gewann, teil. In der Saison 2007/2008 teilte sich Jarvis das britische A1GP-Cockpit mit Robbie Kerr und startete eine halbe Saison in der Meisterschaft. Er gewann ein Rennen und das Team beendete die Saison auf dem dritten Platz.

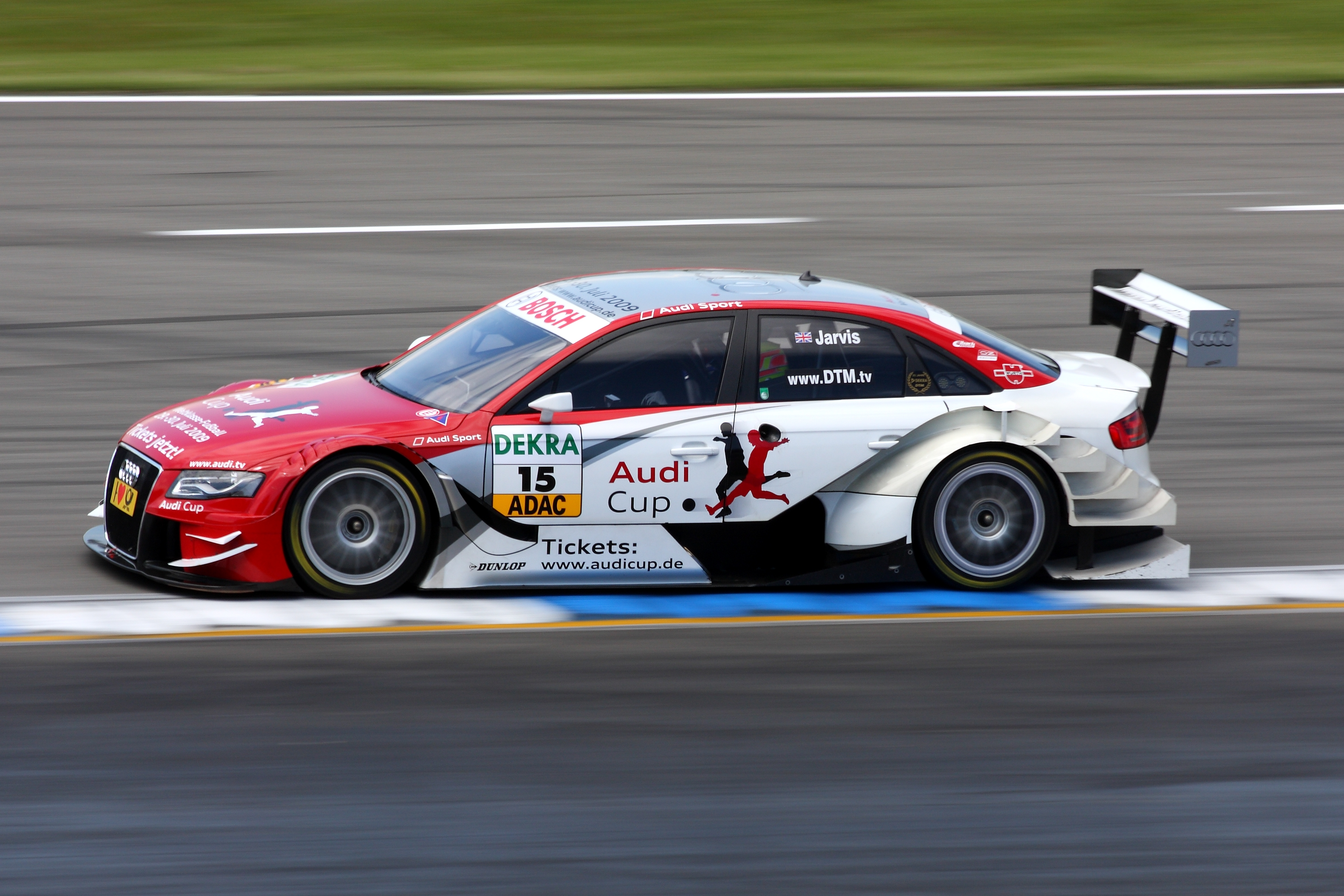
Jarvis beim DTM-Saisonauftakt 2009 auf dem Hockenheimring

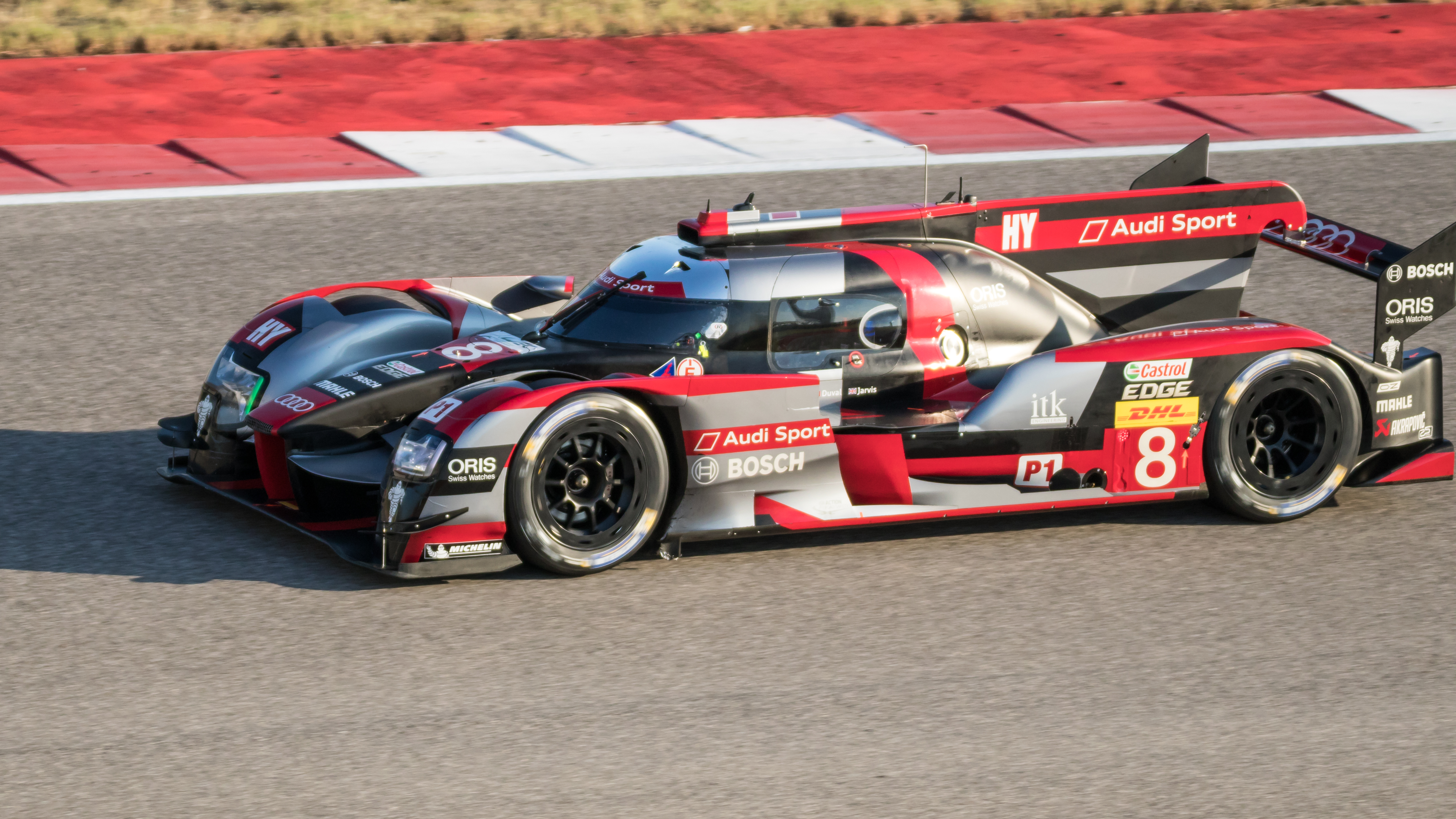
Oliver Jarvis im Audi R18 RP6 beim 6-Stunden-Rennen von Austin 2016

2008 verließ Jarvis den Formelsport und stieg in den Tourenwagen-Sport um. Für das Team Phoenix erhielt er ein DTM-Cockpit in einem Audi A4 DTM aus dem Vorjahr. Während sein Teamkollege Alexandre Prémat den zehnten Gesamtrang belegte, wurde Jarvis mit einem fünften Platz als bestes Ergebnis dreizehnter in der Gesamtwertung. 2009 blieb Jarvis beim Team Phoenix und erzielte als Dritter bereits beim Saisonauftakt seine erste Podest-Platzierung in der DTM. Beim vierten Saisonrennen in Zandvoort gelang es ihm als ersten Piloten, mit einem sogenannten „Jahreswagen“ die Pole-Position zu erzielen. Im Rennen erzielte er mit einem zweiten Platz sein bis dahin bestes Ergebnis in der DTM. Am Saisonende belegte er als bester Pilot eines Audi-Jahreswagens den neunten Gesamtrang. Außerdem nahm Jarvis für das Team Kolles an zwei Rennen der Asian Le Mans Series teil. Mit einer Podest-Platzierung wurde er Vierter in der LMP1-Wertung.
Nachdem Tom Kristensen die DTM verlassen hatte, erhielt Jarvis zur DTM-Saison 2010 ein aktuelles Audi-Modell und wechselte zu Abt Sportsline. Mit einem vierten Platz als bestes Resultat beendete er die Saison als schlechtester Pilot seines Teams auf dem neunten Gesamtrang. Außerdem nahm Jarvis 2010 in einem von Kolles eingesetzten Audi R10 TDI erstmals am 24-Stunden-Rennen von Le Mans teil. 2011 blieb Jarvis bei Abt Sportsline. Nach zwei punktelosen Rennen beendete er das Rennen in Spielberg auf dem dritten Platz. Es war seine erste Podest-Platzierung seit seinem Wechsel zu Abt. Die Saison beendete er als schlechtester Pilot eines aktuellen Audi-Fahrzeugs auf dem zehnten Gesamtrang.
2012 erhielt Jarvis kein DTM-Cockpit bei Audi. Stattdessen wird er für Audi am 24-Stunden-Rennen von Le Mans teilnehmen.
Von 2018 bis 2021 trat er für das Mazda Team Joest in der IMSA WeatherTech SportsCar Championship an. 2021 belegte er mit seinem Teamkollegen Harry Tincknell den dritten Platz in der Fahrermeisterschaft der DPi-Klasse. 2022 trat er für Meyer Shank Racing im 24-Stunden-Rennen von Daytona an. Mit seinen Teamkollegen Tom Blomqvist, Simon Pagenaud und Hélio Castroneves gewann er das Rennen.

## Persönliches
Jarvis lebt seit 2009 in Ermatingen am Bodensee.

## Auszeichnungen
Der British Racing Drivers’ Club zeichnete 2005 den damals 21-jährigen als „Rising Star“ aus, im gleichen Jahr gewann er den McLaren Autosport BRDC Award.

## Statistik

### Karrierestationen
| - 1993–2001: Kartsport - 2002: Britische Formel Ford (Platz 7) - 2002: Britische Formel Ford, Winterserie (Platz 3) - 2003: Britische Formel Ford (Platz 8) - 2003: Britische Formel Renault, Winterserie (Platz 14) - 2004: Britische Formel Renault (Platz 8) - 2004: Britische Formel Renault, Winterserie (Platz 3) | - 2005: Britische Formel Renault (Meister) - 2005: Niederländische Formel Renault (Platz 20) - 2006: Britische Formel 3 (Platz 2) - 2006: Formel Renault 3.5 (Platz 37) - 2007: A1 Grand Prix - 2007: Japanische Formel 3 (Platz 3) - 2007: Super GT (Platz 16) | - 2007: Britischer Porsche Carrera Cup - 2008: A1 Grand Prix (Platz 3)* - 2008: DTM (Platz 13) - 2009: DTM (Platz 9) - 2009: Asian Le Mans Series, LMP1 (Platz 4) - 2010: DTM (Platz 9) - 2011: DTM (Platz 10) |

* Teamplatzierung

### Le-Mans-Ergebnisse
| Jahr | Team                        | Fahrzeug                    | Teamkollege        | Teamkollege       | Platzierung             | Ausfallgrund |
| ---- | --------------------------- | --------------------------- | ------------------ | ----------------- | ----------------------- | ------------ |
| 2010 | Kolles                      | Audi R10 TDI                | Christian Bakkerud | Christijan Albers | Ausfall                 | Defekt       |
| 2012 | Audi Sport North America    | Audi R18 ultra              | Mike Rockenfeller  | Marco Bonanomi    | Rang 3                  |              |
| 2013 | Audi Sport Team Joest       | Audi R18 e-tron quattro     | Marc Gené          | Lucas di Grassi   | Rang 3                  |              |
| 2014 | Audi Sport Team Joest       | Audi R18 e-tron quattro     | Filipe Albuquerque | Marco Bonanomi    | Ausfall                 | Unfall       |
| 2015 | Audi Sport Team Joest       | Audi R18 E-Tron Quattro RP5 | Loïc Duval         | Lucas di Grassi   | Rang 4                  |              |
| 2016 | Audi Sport Team Joest       | Audi R18 RP6                | Loïc Duval         | Lucas di Grassi   | Rang 3                  |              |
| 2017 | Jackie Chan DC Racing       | Oreca 07                    | Thomas Laurent     | Ho-Pin Tung       | Rang 2 und Klassensieg  |              |
| 2019 | Risi Competizione           | Ferrari 488 GTE             | Luís Felipe Derani | Jules Gounon      | Rang 40                 |              |
| 2020 | G-Drive Racing with Algarve | Oreca 07                    | Ryan Cullen        | Nick Tandy        | Ausfall                 | Elektrik     |
| 2021 | Risi Competizione           | Oreca 07                    | Ryan Cullen        | Felipe Nasr       | nicht klassiert         |              |
| 2022 | United Autosports           | Oreca 07                    | Alex Lynn          | Josh Pierson      | Rang 10                 |              |
| 2023 | United Autosports           | Oreca 07                    | Tom Blomqvist      | Josh Pierson      | Rang 18                 |              |
| 2024 | United Autosports           | Oreca 07                    | Bijoy Garg         | Nolan Siegel      | Rang 15 und Klassensieg |              |
| 2025 | United Autosports           | Oreca 07                    | Ben Hanley         | Daniel Schneider  | Rang 28                 |              |

### Sebring-Ergebnisse
| Jahr | Team                                   | Fahrzeug                | Teamkollege       | Teamkollege       | Platzierung | Ausfallgrund |
| ---- | -------------------------------------- | ----------------------- | ----------------- | ----------------- | ----------- | ------------ |
| 2013 | Audi Sport Team Joest                  | Audi R18 e-tron quattro | Benoît Tréluyer   | Marcel Fässler    | Gesamtsieg  |              |
| 2018 | Mazda Team Joest                       | Mazda RT24-P            | Tristan Nunez     | René Rast         | Rang 8      |              |
| 2019 | Mazda Team Joest                       | Mazda RT24-P            | Tristan Nunez     | Timo Bernhard     | Ausfall     | Elektrik     |
| 2020 | Mazda Motorsports                      | Mazda RT24-P            | Tristan Nunez     | Olivier Pla       | Rang 3      |              |
| 2021 | Mazda Motorsports                      | Mazda RT24-P            | Harry Tincknell   | Jonathan Bomarito | Rang 2      |              |
| 2022 | Meyer Shank Racing with Curb-Agajanian | Acura ARX-05            | Tom Blomqvist     | Stoffel Vandoorne | Rang 5      |              |
| 2024 | Pfaff Motorsports                      | McLaren 720S GT3 Evo    | James Hinchcliffe | Marvin Kirchhöfer | Rang 45     |              |

### Einzelergebnisse in der FIA-Langstrecken-Weltmeisterschaft
| Saison  | Team                            | Rennwagen         | 1   | 2   | 3   | 4   | 5   | 6   | 7   | 8   | 9   |
| ------- | ------------------------------- | ----------------- | --- | --- | --- | --- | --- | --- | --- | --- | --- |
| 2012    | Audi Sport North America        | Audi R18          | SEB | SPA | LEM | SIL | SAO | BAH | FUJ | SHA |     |
| 2012    | Audi Sport North America        | Audi R18          |     | 3   | 3   |     |     |     |     |     |     |
| 2013    | Audi Sport Team Joest           | Audi R18          | SIL | SPA | LEM | SAO | AUS | FUJ | SHA | BAH |     |
| 2013    | Audi Sport Team Joest           | Audi R18          |     | 3   | 3   |     |     |     |     |     |     |
| 2014    | Audi Sport Team Joest           | Audi R18          | SIL | SPA | LEM | AUS | FUJ | SHA | BAH | SAO |     |
| 2014    | Audi Sport Team Joest           | Audi R18          | DNF |     |     |     |     |     |     |     |     |
| 2015    | Audi Sport Team Joest           | Audi R18          | SIL | SPA | LEM | NÜR | AUS | FUJ | SHA | BAH |     |
| 2015    | Audi Sport Team Joest           | Audi R18          | 5   | 7   | 4   | 4   | 3   | 4   | 4   | 6   |     |
| 2016    | Audi Sport Team Joest           | Audi R18 RP6      | SIL | SPA | LEM | NÜR | MEX | AUS | FUJ | SHA | BAH |
| 2016    | Audi Sport Team Joest           | Audi R18 RP6      | DNF | 1   | 3   | 2   | 27  | 2   | 2   | 5   | 1   |
| 2017    | Chan Racing                     | Oreca 07          | SIL | SPA | LEM | NÜR | MEX | AUS | FUJ | SHA | BAH |
| 2017    | Chan Racing                     | Oreca 07          | 4   | 9   | 2   | 5   | 13  | 8   | 7   | 8   | 6   |
| 2018/19 | Risi Competizione               | Ferrari 488 GTE   | SPA | LEM | SIL | FUJ | SHA | SEB | SPA | LEM |     |
| 2018/19 | Risi Competizione               | Ferrari 488 GTE   |     |     |     |     | 40  |     |     |     |     |
| 2019/20 | United Autsports G-Drive Racing | Oreca 07 Aurus 01 | SIL | FUJ | SHA | BAH | AUS | SPA | LEM | BAH |     |
| 2019/20 | United Autsports G-Drive Racing | Oreca 07 Aurus 01 |     | 6   |     |     |     |     | DNF |     |     |
| 2021    | Risi Competizione               | Oreca 07          | SPA | POR | MON | LEM | BAH | BAH |     |     |     |
| 2021    | Risi Competizione               | Oreca 07          |     |     | 13  | DNF |     |     |     |     |     |
| 2022    | United Autosports               | Oreca 07          | SEB | SPA | LEM | MON | FUJ | BAH |     |     |     |
| 2022    | United Autosports               | Oreca 07          | 4   | 8   | 10  | 8   | 9   | 6   |     |     |     |
| 2023    | United Autosports               | Oreca 07          | SEB | POR | SPA | LEM | MON | FUJ | BAH |     |     |
| 2023    | United Autosports               | Oreca 07          | DNF | 10  | 8   | 18  | 14  | 14  | 19  |     |     |
| 2024    | United Autosports               | Oreca 07          | KAT | IMO | SPA | LEM | SAO | AUS | FUJ | BAH |     |
| 2024    | United Autosports               | Oreca 07          | 15  |     |     |     |     |     |     |     |     |
| 2025    | United Autosports               | Oreca 07          | KAT | IMO | SPA | LEM | SAO | AUS | FUJ | BAH |     |
| 2025    | United Autosports               | Oreca 07          | 28  |     |     |     |     |     |     |     |     |

### Einzelergebnisse in der DTM
| Saison | Team           | Hersteller | 1   | 2   | 3   | 4   | 5   | 6   | 7   | 8   | 9   | 10  | 11  | Punkte | Rang |
| ------ | -------------- | ---------- | --- | --- | --- | --- | --- | --- | --- | --- | --- | --- | --- | ------ | ---- |
| 2008   | Team Phoenix   | Audi       | HO1 | OSC | MUG | LAU | NOR | ZAN | NÜR | BRH | BAR | LEM | HO2 | 5      | 13.  |
| 2008   | Team Phoenix   | Audi       | 9   | 15  | 5   | 8   | 12  | DNF | 13  | 12  | 9   | DNF | 10  | 5      | 13.  |
| 2009   | Team Phoenix   | Audi       | HO1 | LAU | NOR | ZAN | OSC | NÜR | BRH | BAR | DIJ | HO2 |     | 18     | 9.   |
| 2009   | Team Phoenix   | Audi       | 3   | DNF | DNF | 2   | DNF | DNF | 8   | 9   | 15  | 6   |     | 18     | 9.   |
| 2010   | Abt Sportsline | Audi       | HO1 | VAL | LAU | NOR | NÜR | ZAN | BRH | OSC | HO2 | ADR | SHA | 18     | 9.   |
| 2010   | Abt Sportsline | Audi       | DNF | DNF | 11  | 4   | 11  | 6   | 6   | 13  | 6   | 5   | 17  | 18     | 9.   |
| 2011   | Abt Sportsline | Audi       | HO1 | ZAN | SPI | LAU | NOR | NÜR | BRH | OSC | VAL | HO2 |     | 14     | 10.  |
| 2011   | Abt Sportsline | Audi       | 9   | 10  | 3   | 5   | 15  | 10  | 9   | 9   | 6   | 8   |     | 14     | 10.  |

| Legende  | Legende            | Legende                                                          |
| Farbe    | Abkürzung          | Bedeutung                                                        |
| -------- | ------------------ | ---------------------------------------------------------------- |
| Gold     | –                  | Sieg                                                             |
| Silber   | –                  | 2. Platz                                                         |
| Bronze   | –                  | 3. Platz                                                         |
| Grün     | –                  | Platzierung in den Punkten                                       |
| Blau     | –                  | Klassifiziert außerhalb der Punkteränge                          |
| Violett  | DNF                | Rennen nicht beendet (did not finish)                            |
| Violett  | NC                 | nicht klassifiziert (not classified)                             |
| Rot      | DNQ                | nicht qualifiziert (did not qualify)                             |
| Rot      | DNPQ               | in Vorqualifikation gescheitert (did not pre-qualify)            |
| Schwarz  | DSQ                | disqualifiziert (disqualified)                                   |
| Weiß     | DNS                | nicht am Start (did not start)                                   |
| Weiß     | WD                 | zurückgezogen (withdrawn)                                        |
| Hellblau | PO                 | nur am Training teilgenommen (practiced only)                    |
| Hellblau | TD                 | Freitags-Testfahrer (test driver)                                |
| ohne     | DNP                | nicht am Training teilgenommen (did not practice)                |
| ohne     | INJ                | verletzt oder krank (injured)                                    |
| ohne     | EX                 | ausgeschlossen (excluded)                                        |
| ohne     | DNA                | nicht erschienen (did not arrive)                                |
| ohne     | C                  | Rennen abgesagt (cancelled)                                      |
| ohne     | keine WM-Teilnahme |                                                                  |
| sonstige | P/fett             | Pole-Position                                                    |
| sonstige | 1/2/3/4/5/6/7/8    | Punktplatzierung im Sprint-/Qualifikationsrennen                 |
| sonstige | SR/kursiv          | Schnellste Rennrunde                                             |
| sonstige | *                  | nicht im Ziel, aufgrund der zurückgelegten Distanz aber gewertet |
| sonstige | ()                 | Streichresultate                                                 |
| sonstige | unterstrichen      | Führender in der Gesamtwertung                                   |